# Матагорда (округ, Техас)
Шаблон:StateAbbr_ 28°47′ пн. ш. 96°00′ зх. д. / 28.78° пн. ш. 96° зх. д.
Округ Матагорда (англ. Matagorda County) — округ (графство) у штаті Техас, США. Ідентифікатор округу 48321.

## Історія
Округ утворений 1834 року.

## Демографія
За даними перепису 2000 року загальне населення округу становило 37957 осіб, зокрема міського населення було 24998, а сільського — 12959. Серед мешканців округу чоловіків було 18845, а жінок — 19112. В окрузі було 13901 домогосподарство, 9922 родин, які мешкали в 18611 будинках. Середній розмір родини становив 3,25.
Віковий розподіл населення поданий у таблиці:
| Стать    | До 15 років | 15-21 | 22-29 | 30-39 | 40-49 | 50-65 | 65-85 | Понад 85 |
| -------- | ----------- | ----- | ----- | ----- | ----- | ----- | ----- | -------- |
| Чоловіки | 4781        | 2157  | 1639  | 2496  | 2994  | 2799  | 1838  | 141      |
| Жінки    | 4533        | 2002  | 1716  | 2574  | 2777  | 2778  | 2329  | 403      |

## Суміжні округи
- Бразорія — північний схід
- Калгун — південний захід
- Джексон — захід
- Вартон — північний захід

## Виноски
1. ↑  https://publications.newberry.org/ahcbp/documents/TX_Individual_County_Chronologies.htm
2. ↑  U.S. Decennial Census. United States Census Bureau. Архів оригіналу за 4 квітня 2018. Процитовано 4 травня 2015.
3. ↑  Texas Almanac: Population History of Counties from 1850–2010 (PDF). Texas Almanac. Архів оригіналу (PDF) за 19 квітня 2015. Процитовано 4 травня 2015.
4. ↑  State & County QuickFacts. United States Census Bureau. Архів оригіналу за 13 серпня 2011. Процитовано 21 грудня 2013.(англ.) Наведено за англійською вікіпедією.
5. ↑  American FactFinder. Бюро перепису населення США. Архів оригіналу за 26 лютого 2012. Процитовано 31 січня 2008.

| США | Це незавершена стаття з географії США. Ви можете допомогти проєкту, виправивши або дописавши її. |